# Ḇ
Cette page contient des caractères spéciaux ou non latins. S’ils s’affichent mal (▯, ?, etc.), consultez la page d’aide Unicode.
Ḇ (minuscule : ḇ), appelé B  macron souscrit, est une lettre additionnelle utilisée dans la transcription des langues sémitiques. Elle formée d’un B diacrité par un macron souscrit.

## Utilisation
Dans la transcription des langues sémitiques ‹ ḇ › est utilisé pour transcrire une consonne spirante bilabiale voisée [β̞].

## Représentations informatiques
Le B macron souscrit peut être représentée avec les caractères Unicode suivants :
- précomposé (latin étendu additionnel) :

| formes    | représentations | chaînes de caractères | points de code | descriptions                              |
| --------- | --------------- | --------------------- | -------------- | ----------------------------------------- |
| majuscule | Ḇ               | Ḇ                     | U+1E06         | lettre majuscule latine b ligne souscrite |
| minuscule | ḇ               | ḇ                     | U+1E07         | lettre minuscule latine b ligne souscrite |

- décomposé (latin de base, diacritiques) :

| formes    | représentations | chaînes de caractères | points de code | descriptions                                          |
| --------- | --------------- | --------------------- | -------------- | ----------------------------------------------------- |
| majuscule | Ḇ               | B◌̱                    | U+0042 U+0331  | lettre majuscule latine b diacritique macron souscrit |
| minuscule | ḇ               | b◌̱                    | U+0062 U+0331  | lettre minuscule latine b diacritique macron souscrit |